# Robert Zimmermann (cyclisme)
Pour les articles homonymes, voir Zimmermann et Robert Zimmermann.
Robert Zimmermann, né le 27 août 1912 à Zurich et mort le 4 avril 2006 dans sa ville natale, est un coureur cycliste suisse.

## Biographie
Professionnel de 1937 à 1946, Robert Zimmermann a notamment remporté le Tour de Suisse et le Championnat de Zurich. Il a également participé au Tour de France 1937.

## Palmarès et résultats

### Palmarès par année
- 1937
  - Annemasse-Bellegarde-Annemasse
  - 2e du championnat de Suisse sur route
- 1938
  - 5e étape du Tour de Suisse
  - 2e du Tour du Nord-Ouest de la Suisse
  - 6e du Tour de Suisse
- 1939
  - Grand Prix du Locle
  - Tour de Suisse :
    - Classement général
    - 4e étape

  - 2e du Tour d'Allemagne
- 1940
  - Championnat de Zurich
- 1941
  - 3e étape du Tour de Suisse
  - 8e du Tour de Suisse
- 1945
  - 8e et 11ea (contre-la-montre) étapes du Tour de Catalogne
  - 3e du Tour de Catalogne

### Résultats sur les grands tours

#### Tour de France
1 participation 
- 1937 : 31e

#### Tour d'Italie
1 participation 
- 1938 : abandon (15e étape)